# Nephele comma
Nephele comma là một loài bướm đêm thuộc họ Sphingidae. Nó rất phổ biển khắp Vùng Ethiopia, bao gồm cả Madagascar.
Chiều dài cánh trước là 32–39 mm. Thân và cánh trước màu xanh lá cây ô liu đậm đến nâu đỏ và nâu đỏ son sáng.